# 北京市回民公墓
北京市回民公墓，也称芦井回民公墓，位于北京市丰台区芦井路1号，隶属北京市回民殡葬管理处。

## 历史
1972年，为解决北京市回族、维吾尔族等10个信仰伊斯兰教的少数民族居民的丧葬问题，北京市将原北京市第三人民公墓改为北京市回民公墓，划归北京市民族事务委员会管理。
1996年，北京市颁布实施《北京市殡葬管理暂行条例》。同年，北京市民政局出台《关于〈北京市殡葬管理暂行条例〉实施中一些具体问题的执行办法》，其中第四条称：“本市少数民族土葬的仅限于回族、维吾尔族、哈萨克族、乌孜别克族、塔塔尔族、塔吉克族、东乡族、撒拉族、保安族和柯尔克孜族。”
北京市回民公墓为北京市上述10个信仰伊斯兰教的少数民族居民提供殡葬服务，并为在北京逝世的外地穆斯林以及外国穆斯林提供就地安葬服务。。
到2010年代初，北京市回民公墓的423.55亩墓穴用地已快用完。为此，2013年北京市财政拨出8.3亿元人民币，在北京市回民公墓周边又扩建390亩墓穴用地。根据2013年1月北京市发展和改革委员会网站发布的《关于批准北京市回民公墓扩建工程项目建议书的函》，北京市回民公墓扩建项目在丰台区长辛店镇，东到现状回民公墓，西到山丘与沟西村，北到京原路，南到规划河道北侧的隔离带。

## 安葬在北京市回民公墓的名人
- 杨静仁，中华人民共和国国务院副总理。
- 安士伟，中国伊斯兰教协会会长。